# Tumeur de Warthin
 Mise en garde médicale
La tumeur de Warthin (ou cystadénolymphome) est une tumeur des glandes salivaires bénigne.

## Épidémiologie
Il s'agit de la seconde lésion bénigne salivaire en termes de fréquence derrière l'adénome pléomorphe.
La tumeur survient généralement aux alentours de la sixième décennie. Le tabagisme est le principal facteur favorisant.

## Imagerie

### IRM
La présence en IRM de plages en hypersignal T1 spontané est un élément très utile au diagnostic positif de cystadénolymphome,. Toutefois ce signe implique que l'examen d'imagerie soit réalisé à distance d'une cytoponction compte tenu des éventuels remaniements hémorragiques induits par le geste pouvant également apparaître en hypersignal T1.
Le coefficient de diffusion (ADC) ne contribue pas au diagnostic positif ou différentiel. Sa valeur est élevée dans les portions kystiques et parfois très abaissée dans les portions tissulaires. 
La courbe de perfusion est généralement de type B au sein des portions tissulaires de la lésion (pic de rehaussement précoce et lavage rapide > 30 %). Le lavage de la lésion peu donner l'impression d'une absence de prise de contraste sur les séquences injectées conventionnelles.

### Médecine nucléaire
La tumeur de Warthin présente un hypermétabolisme en tomographie par émission de positons au 18F-FDG.